# كلير جونز
كلير جونز (بالإنجليزية: Claire Jones)‏ هي عازفة قيثار ‏ بريطانية، ولدت في 1985 في بيمبروكشاير في المملكة المتحدة.

## وصلات خارجية
- كلير جونز على موقع ميوزك برينز (الإنجليزية)